# Rue Verhas
Pour les articles homonymes, voir Verhas.
La rue Verhas (en néerlandais : Verhasstraat) est une rue bruxelloise de la commune de Schaerbeek qui va du carrefour de la rue Vondel et de la rue Renkin à la place Colignon en passant par la rue Emmanuel Hiel.
La numérotation des habitations va de 1 à 37 pour le côté impair et de 4 à 44 pour le côté pair.
La rue porte le nom d'un peintre belge, Jan Verhas, né à Termonde le 9 janvier 1834 et décédé à Schaerbeek le 29 octobre 1896.

## Adresses notables
- no 31 : Maison où a habité le résistant Maurice Orcher. Un pavé de mémoire a été installé le 24 juin 2012 devant la maison car il fut arrêté en 1943 et assassiné à Munich en 1944.

## Galerie de photos

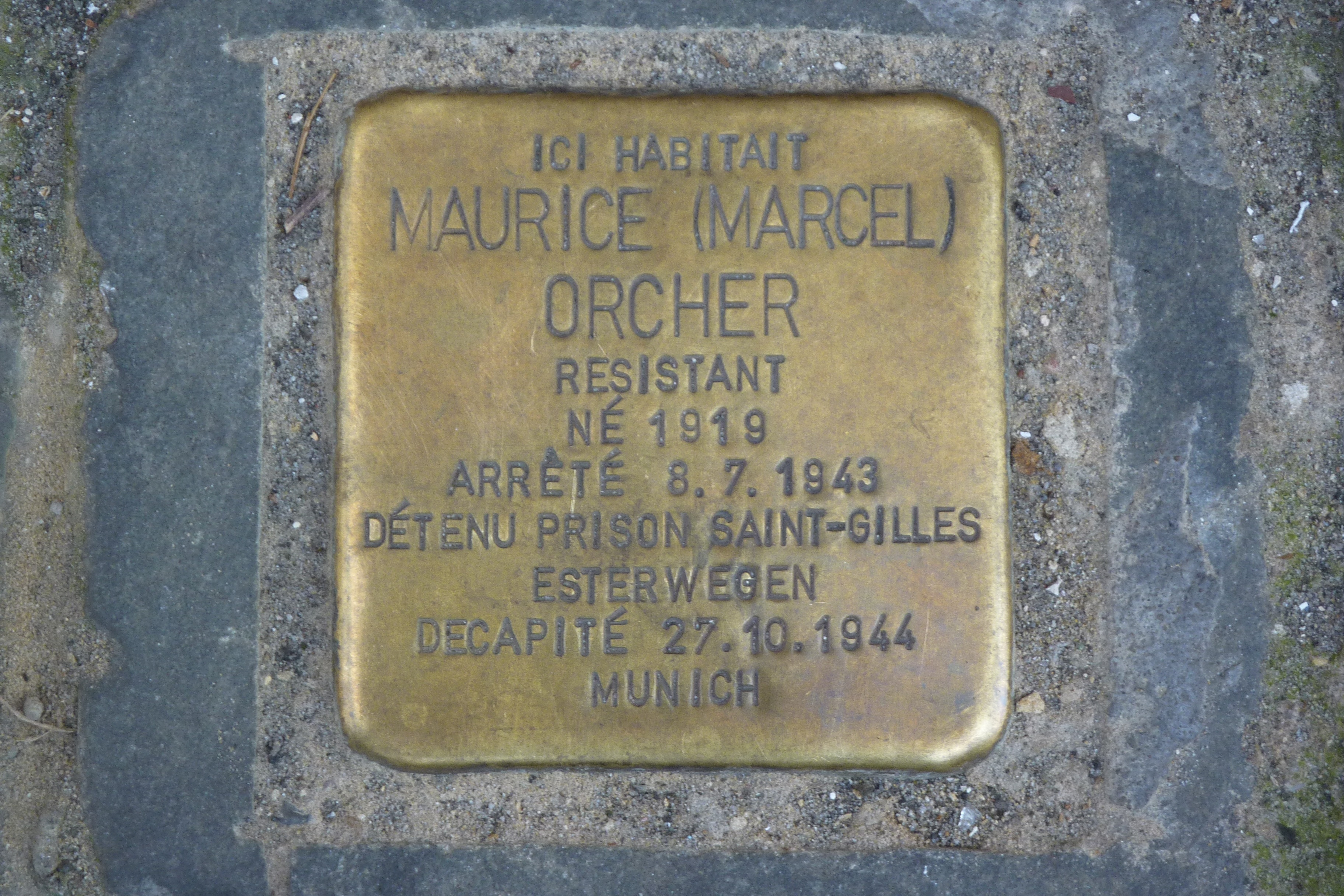
Pavé de mémoire au no 31 de la rue Verhas